# Sheryll Murray
Sheryll Murray (anciennement Sheryll Hickman ; née le 4 février 1956) est une femme politique du Parti conservateur britannique et ancienne réceptionniste. Elle est députée de South East Cornwall de 2010 à 2024.

## Jeunesse
Sheryll Murray est née le 4 février 1956 dans le village de Millbrook, Cornouailles, de parents cornouaillais, la famille de sa mère vivait à Millbrook et la famille de son père vient du village de Calstock. Elle va à l'école à Millbrook Primary et au Torpoint Community College. Elle quitte ce dernier établissement à l'âge de 16 ans avec 5 niveaux O et travaille pour le South Western Electricity Board. Elle travaille ensuite pour un assureur et plus tard comme réceptionniste médicale dans un cabinet de médecin généraliste. Elle est gouverneur de l'école Torpoint pendant neuf ans jusqu'en 2008, avant de se retirer pour se concentrer sur la campagne pour les élections générales.
Avant sa carrière parlementaire, Murray représente Rame en tant que conseillère du comté de Cornouailles avant de perdre son siège en 2005, et est chef du groupe conservateur du conseil de district de Caradon, alors conseillère de Millbrook, avant son abolition en 2009.

## Carrière parlementaire
Murray est sélectionnée pour se présenter dans le sud-est des Cornouailles en 2010 et gagne le siège avec une majorité de 3 220 voix et une variation de 9% des libéraux démocrates aux conservateurs. En mai 2012, elle est élue au Comité de 1922 par ses collègues conservateurs .
Toujours en mai 2012, elle propose un projet de loi d'initiative parlementaire sur la navigation maritime qui reçoit la Sanction royale et devient la Loi de 2013 sur la navigation maritime en avril 2013. En mai 2013, elle présente un projet de loi devenu le Deep Sea Mining Act 2014 en mai 2014.
Elle soutient le Brexit lors du référendum de 2016 sur l'Union européenne.
Après sa réélection, Murray appelle à une plus grande réglementation du contenu des médias sociaux et à la protection des députés contre l'intimidation après avoir déclaré que pendant la campagne elle avait été personnellement victime d'abus soutenus de la part des utilisateurs sur les réseaux sociaux,.
Le 15 novembre 2018, Murray soumet une lettre de défiance à l'égard du leadership de Theresa May. Le mois suivant, Murray affirme qu'elle voterait contre le premier ministre lors du vote de censure des conservateurs. Le vote ayant lieu au scrutin secret, cela ne peut être confirmé.

## Vie privée
Elle est mariée avec Jon Whitehall, un géologue et divorcent après sept ans. Elle épouse ensuite Neil Murray, décédé dans un accident de pêche le 24 mars 2011. Une recherche effectuée par des pêcheurs locaux et les services d'urgence ont découvert son corps à bord de son bateau Our Boy Andrew. Murray a une fille et un fils. Sa fille Sally de son premier mariage est officier dans la Royal Navy. Son fils Andrew de son deuxième mariage travaille dans l'électronique marine. Son partenaire de longue date depuis 2013 est son directeur de campagne et chef de bureau Robert Davidson. Ils se marient en mars 2019 à la Chambre des communes,.